# 하카위원회

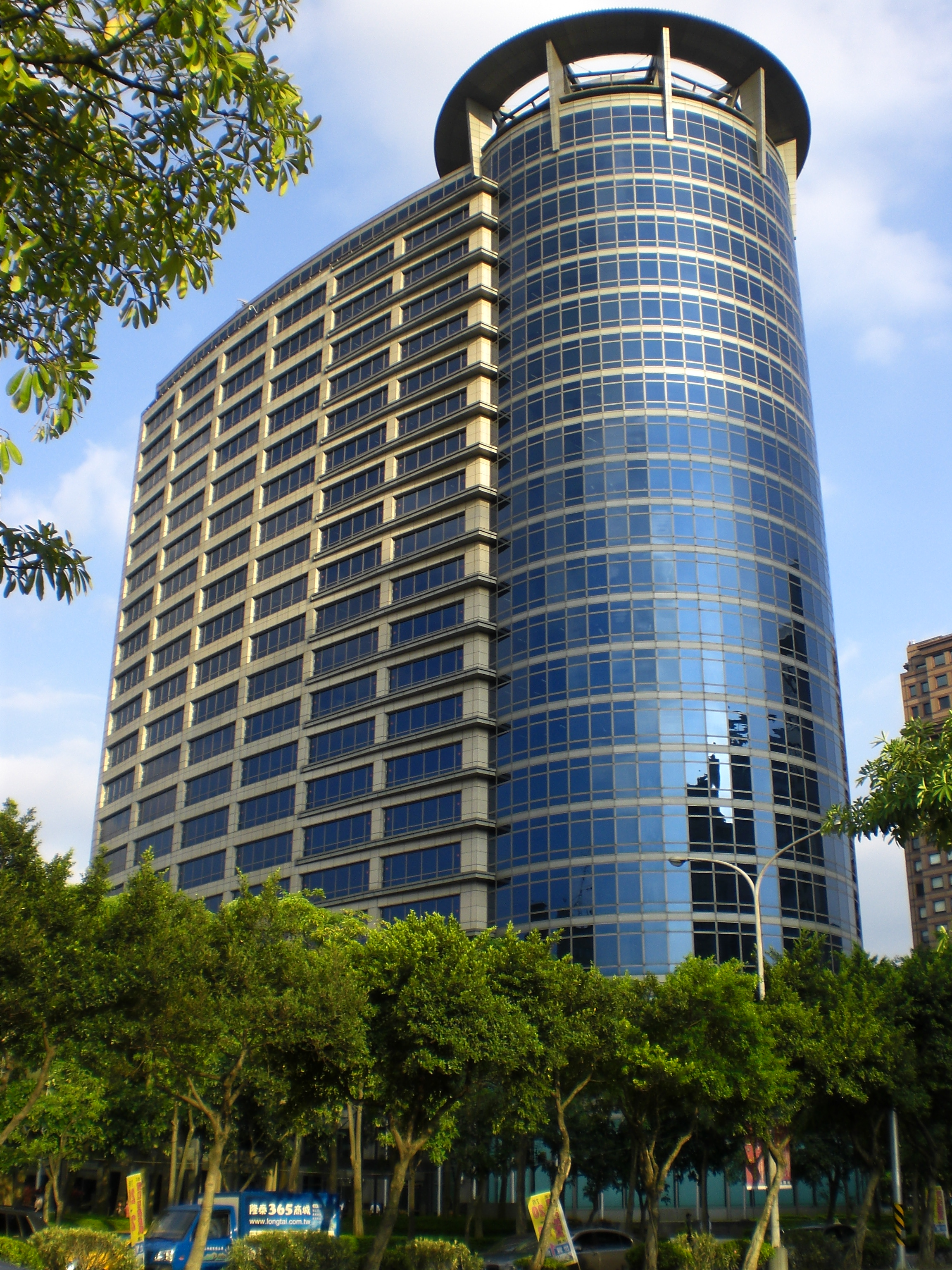
하카위원회

하카위원회(客家委員會)는 중화민국 행정원에 속해 있는 위원회이다. 2001년 6월 14일에 정식 성립하였다. 점점 사라져 가는 하카(객가) 문화를 되찾고 객가의 전통 문화의 명맥을 계속 유지하여 중화민국이 다원 민족 문화를 존중하는 국가로 만드는 것에 관한 업무를 처리하고 있다.
하카위원회에는 주임위원 1명, 부주임위원 2명, 위원이 21~27명을 두고 소관 조직으로 기획소, 종합소, 문교소와 인사실, 회계실이 설치되어 있다.

## 주소
中華民國臺北市信義區松仁路3號(中油大樓)8樓

## 같이 보기
- 객가어
- 하카 텔레비전